# Jez Hučák
Jez Hučák je jez, který se nalézá na řece Labe v centru města Hradec Králové. Byl vybudován v letech 1908 až 1911 na říčním kilometru 158,4 (993,7) v rámci regulace toku Labe v Hradci Králové. Vzdouvá vodu do maximální výše 3,5 m a prochází přes něj frekventovaná cesta pro pěší do Jiráskových sadů. Současně s jezem byla na levém břehu postavena i malá vodní elektrárna vybavená třemi trojstupňovými Francisovými turbínami. Jez a jeho zařízení včetně mostu je ve správě Povodí Labe.

## Historie
V 19. století byl jez znám jako labský „Hučavý" jez. Na začátku 20. století byl pevný jez nahrazen sklopným pohyblivým. Byly upraveny nízké průtočné profily a se změnami průtoků, prohloubením, rozšířením nebo zúžením řečiště došlo i ke změně výšky hladiny. V souladu s pokrokem regulačních prací byla přesně určena výška hladiny před jezem a za ním. Jez byl přeložen o 150 m po toku a zároveň byl přeložen i jez na Orlici o 250 m proti toku. Regulační práce na Labi byly zahájeny v roce 1907. Byl zrušen starý jez Hučák s vodárnou, což umožnilo výstavbu nové vodárny s elektrickým pohonem i stavbu elektrárny.
Na počátku 90. let 20. století proběhla rekonstrukce elektrárny i mostu. Byly odstraněny původní omítky a historicky cenné výzdoby z počátku 20. století. Veškerá výzdoba včetně struktury povrchů, ornamentů a barevnosti byla zdokumentována a obnovena. Stejně se postupovalo i při opravě mostu včetně instalace replik osvětlení zhotovených podle původní projektové dokumentace a umístěných na ozdobných kamenných sloupech nad pilíři. Citlivá rekonstrukce elektrárny i mostu se uskutečnila pod odborným dohledem pracovníků památkové péče. Současné slavnostní osvětlení bylo uvedeno do provozu v roce 1996. Je dílem společností Východočeská energetika, EdF France a její dceřiné společnosti Citelum. Několik vojenských světlometů osvětlovalo elektrárnu již mezi světovými válkami. Současné světelné efekty vytváří 139 svítidel, jejichž upevňovací prvky, konzoly a spojovací materiál jsou vyrobeny z mosazi či mědi tak, aby odolávaly povětrnostním vlivům.

### Základní údaje po modernizacích
- výstavba elektrárny 1909–1911
- pořizovací cena (bez vodního práva) 1 484 000 korun
- délka zdrže 5,870 km
- plocha zdrže 18 ha
- obsah zdrže 340 000 m³
- velikost povodí 2 122,27 km²
- povolené maximální vzdutí 229,5 m n. m.
- dosažené maximální vzdutí 231,2 m n. m.
- světlost přepadu 36 m

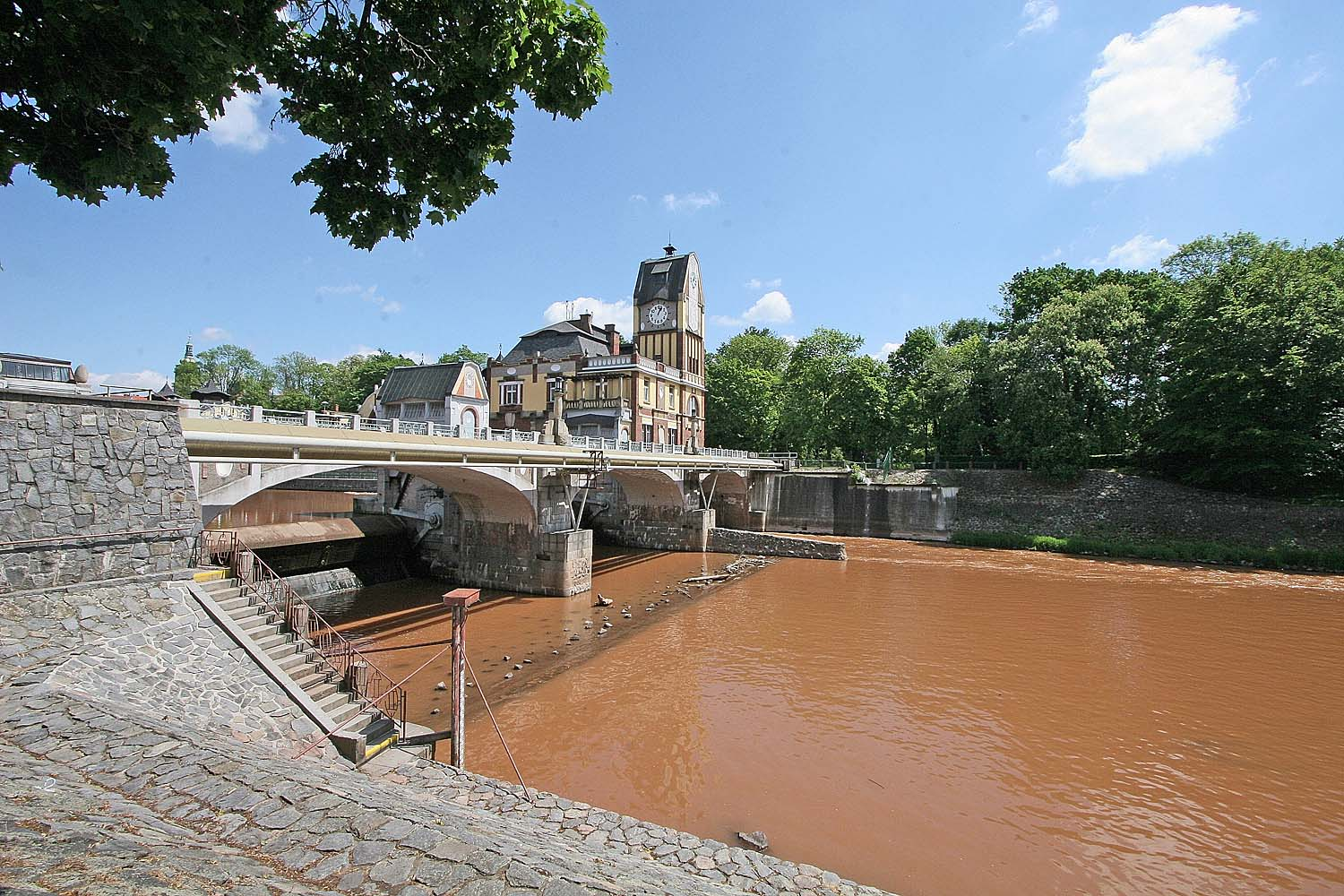
Jez Hučák
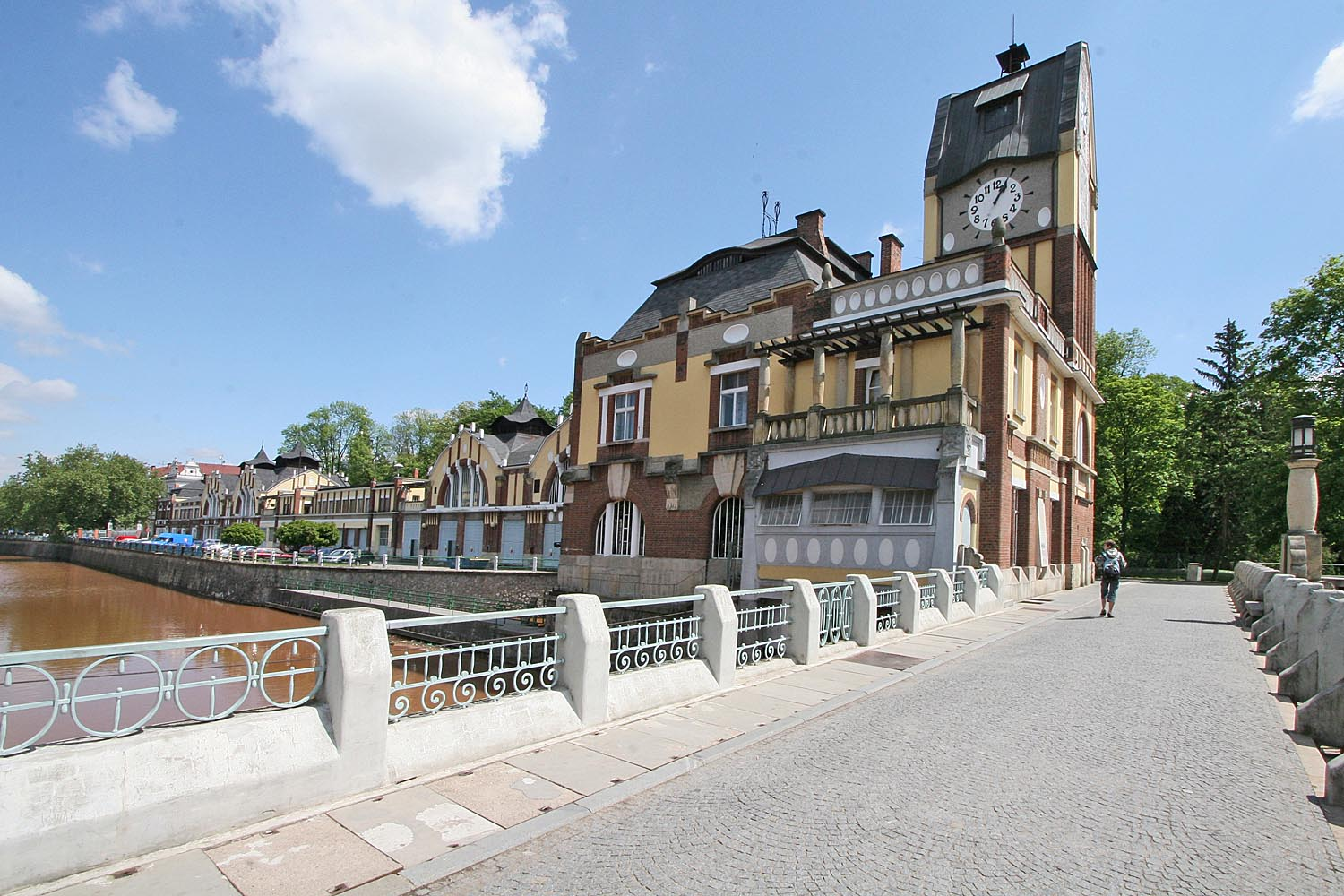
Secesní budova vodní elektrárny u jezu Hučák
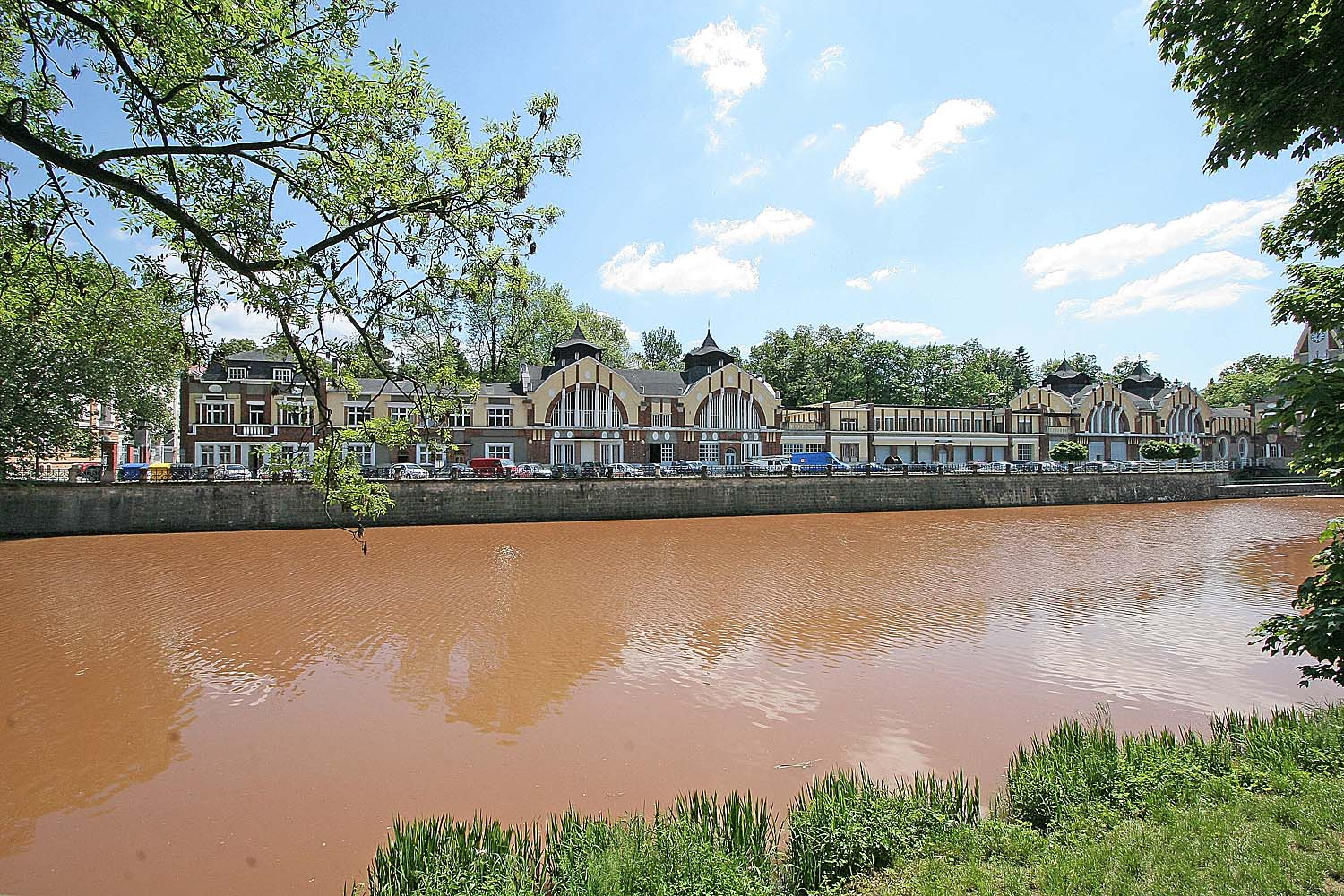
Secesní budovy na levém břehu Labe u jezu Hučák
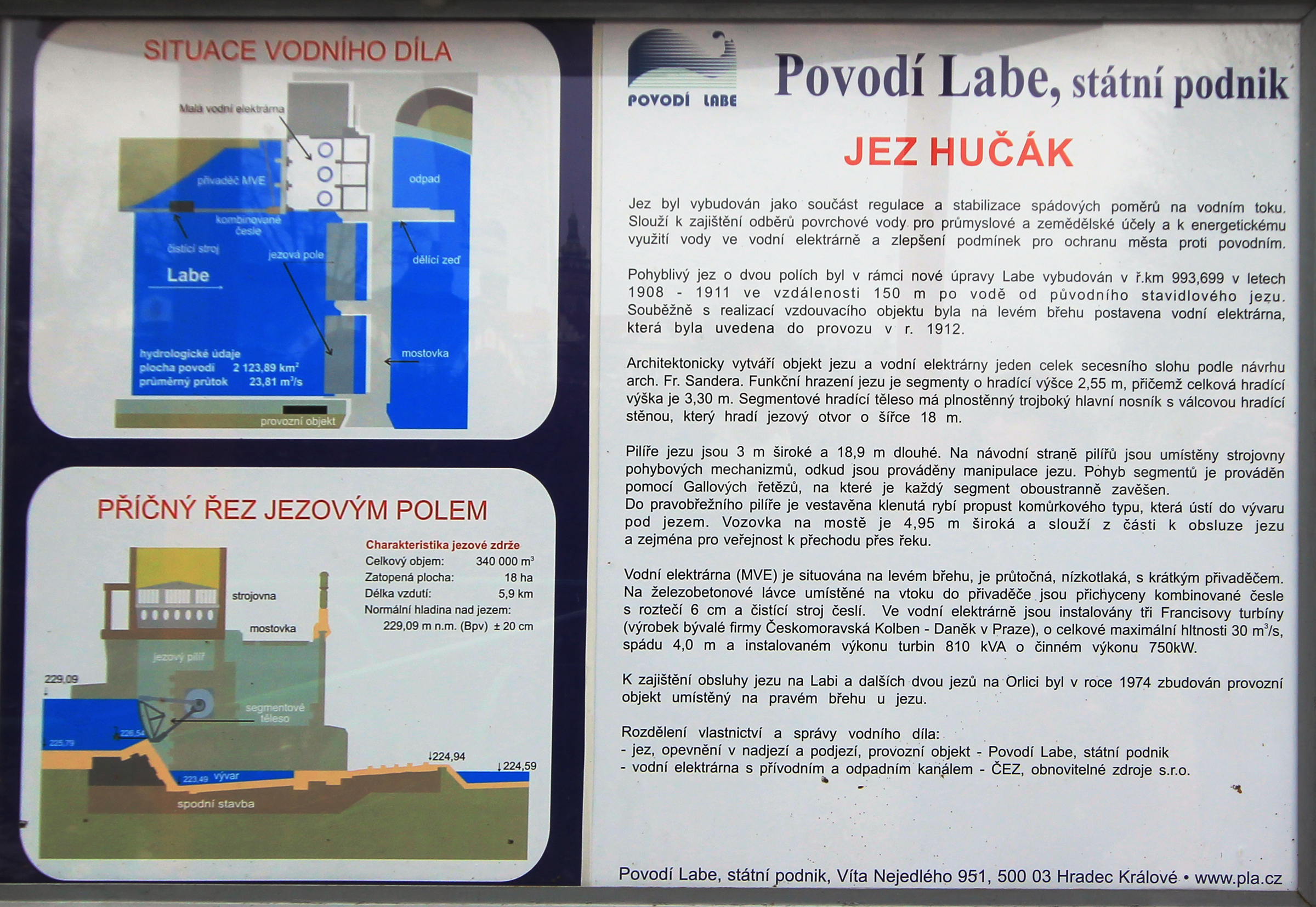
Informační tabule s údaji o jezu